# دختر نپتون
دختر نپتون (انگلیسی: Neptune's Daughter) یک فیلم در ژانر کمدی رمانتیک و موزیکال به کارگردانی ادوارد بازل است که در سال ۱۹۴۹ منتشر شد.
این فیلم سومین فیلمی بود که در آن ویلیامز و مونتالبان با هم هم‌بازی می‌شدند. همچنین در این فیلم برای اولین بار استفاده از تلویزیون به نمایش درآمده است.
ترانهٔ عزیزم بیرون سرده از فرانک لسر در این فیلم برندهٔ جایزه اسکار بهترین ترانه در بیست و دومین دوره جوایز اسکار شد.

## بازیگران
- استر ویلیامز
- رد اسکلتون
- ریکاردو مونتالبان
- بتی گرت
- کینن وین
- شاویه کوگات
- تد ده کورسیا
- مایک مازورکی
- مل بلانک
- دل هندرسون
- مت مور
- ترزا هریس